# Замок Фатом
Замок Фатом (англ. Fathom Castle, Feedom Castle, Fidun Castle) — Фідом, Фідун — один із замків Ірландії, розташований у графстві Арма, Північна Ірландія. Стоїть біля селища Ньюрі, графство Даун, Північна Ірландія.

## Історія замку Фатом
Замок Фатом — давній замок, що неодноразово перебудовувався. Замок був оплотом ірландського клану О'Ніл. Під час Дев'ятирічної війни (1596—1605) за незалежність Ірландії замок Фатом був взятий штурмом англійськими військами і зруйнований. Потім замок Фатом був остаточно зруйнований під час будівництва каналу в 1730 році.
Замком у свій час володів феодал Х'ю де Лейсі. Лідер ірландських кланів Шейн О'Ніл повернув собі ці землі і відбудував «старий замок Фідун» у 1550 році і використав його як свою основну резиденцію.
Про ранню історію замку Фатом є різні суперечливі відомості. Під час англо-норманського завоювання Ірландії феодали захопили землі Карлінгфорд і збудували замок Короля Джона в 1180—1200 роках. Чимало земель захопив лицар Де Лейсі. Існують згадки про сера Роберта Марміона, що служив королю Джону Безземельному в Дубліні в 1210 році. Є версія, що цей сер Роберт захопив замок Фатом — Фідун. Він ввійшов в історію Ірландії як соратник Стронгбоу та інших норманів. Згадуються в історичних документах ще й інші лицарі з роду Марміон. Серед них є лицарі з Фідун, що очевидно володіли цим замком. Серед них є сер Гілберт, що згадується в 1290 році та сер Вільям, що згадується в документах 1305 року.
Походження назви Фідун неясне. Є версія, що це слово в перекладі з ірландської мови означає «фортеця в лісі».
Пізніше родина Марміон покинула замок Фідун і переселилася в Карлінгфорд, який був захищений гарнізоном Замку Короля Джона. Аристократична родина Марміон мала сильну владу і вплив у Карлінгфорді до 1655 року, коли вони втратили всі свої володіння в результаті бурхливих подій громадянської війни на Британських островах, у тому числі і замки.